# Вбивство в Ірлісі
«Вбивство в Ірлісі» (англ. Murder in Irliss) — пригода, опублікована Reston Publishing у 1982 році для одиночної фентезійної рольової гри «Високе фентезі».

## Короткий зміст сюжету
У 1978 році Джеффрі Діллов і Крейг Фішер розробили рольову гру для одного гравця під назвою «Високе фентезі». У 1982 році видавництво Reston випустило «Вбивство в Ірлісі», 149-сторінкову пригодницьку історію, написану Джеффрі Діллов для системи «Високе фентезі».
Пригодницький сценарій призначений для одного гравця і розгортається в королівстві Ірліс, де було вбито принца Ренда. Гравець бере на себе роль Фарена, капітана гвардії, якому дається завдання виявити вбивцю.
Гравець починає пригоду на Сцені 1 з 605; вибір, який гравець робить наприкінці кожної сцени, визначає шлях, який він пройде по книзі, що в кінцевому підсумку призведе до успіху або невдачі. Гру можна перегравати, оскільки вбивця — це інший персонаж щоразу, коли грається пригода. Насправді є п'ять таємниць вбивства з різними підказками — гравець обирає один з п'яти «знакових каменів» на початку пригоди; кожен жирний камінь веде гравця різним шляхам у пригоді, кожен з яких веде до різного вбивці.

## Історія видання
Книга «Вбивство в Ірлісі» була написана Джеффрі С. Діллов та опублікована видавництвом Reston Publishing у 1982 році як 145-сторінкова книга.

## Відгуки
У серпневому випуску журналу The Space Gamer (№ 54, 1982) Девід Дж. Арлінгтон відзначив відносно високу ціну ($10,95 у 1982 році), але настійно рекомендував гру: «Якщо висока ціна вас не відлякує, вам варто придбати її, щоб побачити, наскільки гарною може бути соло-пригода, якщо її правильно виконати. Це, безумовно, найкраща з усіх, в які я грав».
У грудневому випуску журналу Dragon (випуск № 68, 1982) Роберт Пламендон неодноразово розігрував цю пригоду — «з дико різними результатами щоразу». Він дійшов висновку, що пригоди у стилі «Високе фентезі» «показують, що підхід „інтерактивного роману“ до сольних пригод більш ніж працездатний — це найкращий спосіб їх написання».